# Jan Bernasiewicz

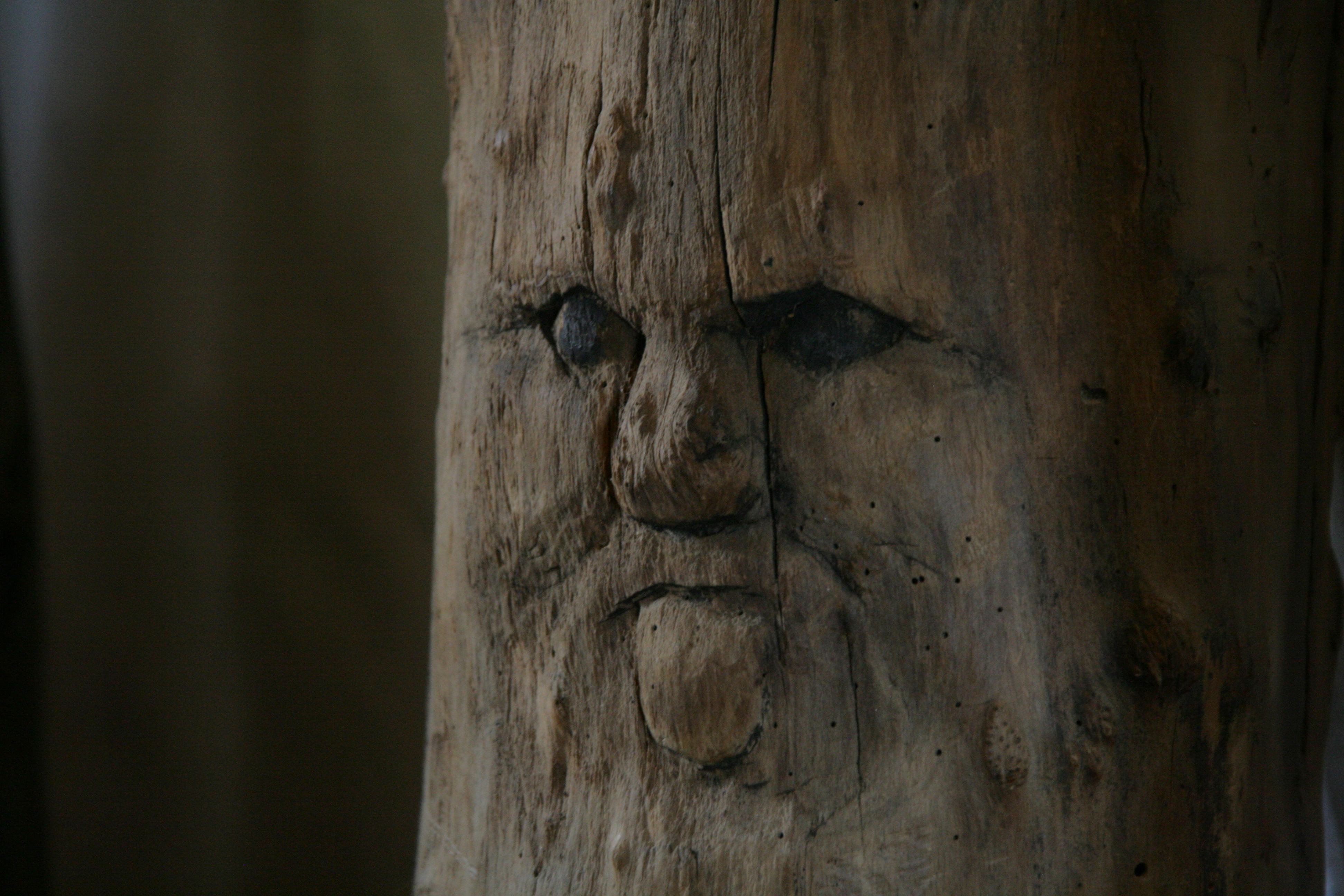
Jedna z rzeźb Jana Bernasiewicza w skansenie Muzeum Wsi Kieleckiej w Tokarni

Jan Bernasiewicz, „Bernaś” (ur. 1 czerwca 1908 w Jaworzni-Gniewcach, zm. 24 listopada 1984) – rzeźbiarz ludowy, pamiętnikarz.
Urodzony w rodzinie owczarzy nie czuł się związany z uprawą ziemi i wypasem owiec – całkowicie oddał się pasji jaką było rzeźbienie. W sadzie niedaleko ziemianki, w której mieszkał, stworzył ogród rzeźb.

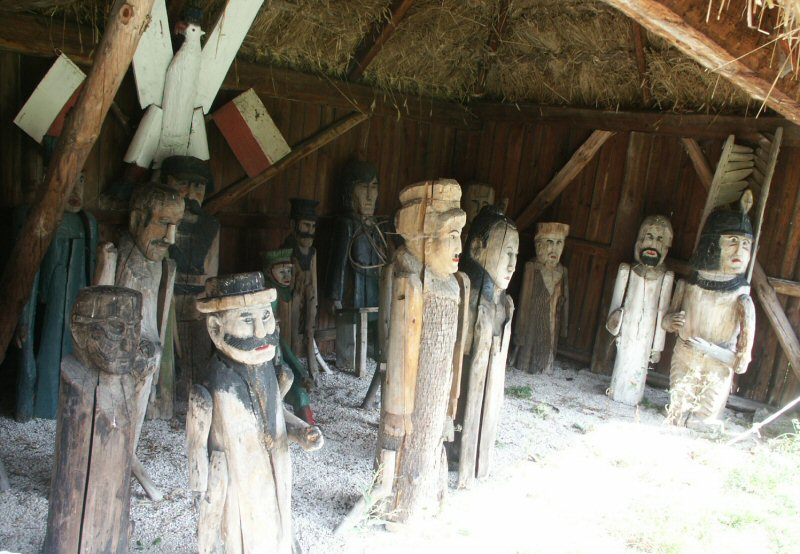
Fragment ogrodu rzeźb Jana Bernasiewicza w skansenie Muzeum Wsi Kieleckiej

W swojej twórczości porównywany do Nikifora. Nie posiadał żadnego przygotowania teoretycznego, stworzył własny styl i jako prosty człowiek osiągnął zdumiewające rezultaty. Jeszcze za jego życia ogród rzeźb często i tłumnie odwiedzali Niemcy, a także przedstawiciele telewizji, radia i prasy.
Sąsiedzi i mieszkańcy okolicznych wsi korzystali z umiejętności „Bernasia” w dziedzinie przepowiadanie przyszłości i wróżenia. Po rodzicach posiadł znajomość zielarstwa – umiał dobrać odpowiednie zioła z zależności od zgłaszanych mu dolegliwości.
Bernasiewicz żył i tworzył w rodzinnej wsi. Swoich rzeźb nigdy nie sprzedawał, rzadko też nimi kogoś obdarowywał, dlatego cały zbiór zachował się i nie uległ rozproszeniu.
Rzeźby z ogrodu wraz z zachowanymi zdjęciami i pamiątkami od 1991 roku eksponowane są w skansenie w Tokarni na wystawie stałej zatytułowanej „Ocalić od zapomnienia. Jan Bernasiewicz, twórca ogrodu rzeźb”. Zachowały się pamiętniki, które spisywał za życia. Opisane są w nich niemal wszystkie stworzone rzeźby.
Twórczość Bernasiewicza opisywała i przedstawiala w wierszach jego żona – Maria Bernasiewicz.